# Серова, Зоя Яковлевна
Зоя Яковлевна Серова (22 июня 1929 ― 2008) ― советский и белорусский учёный в области фитопатофизиологии, доктор биологических наук, профессор, заведующая отделом Института экспериментальной ботаники им. В.Ф. Купревича НАН Беларуси (1971-1982).

## Биография
Зоя Яковлевна Серова родилась 22 июня 1929 года в городе Минске, в семье рабочего. В 1941 году в день её двенадцатилетия началась Великая Отечественная война. Отец был эвакуирован в Саратовскую область (станция Екатериновка), где стал трудиться на железной дороге. Мать осталась на оккупированной немцами территории в городе Минске, стала вести подпольную работу, являлась связной разведчицей партизанского соединения Слуцкой зоны. Зоя оказывала помощь своей матери в организации и проведении подпольной деятельности, участвовала в спасении преследуемого еврейского населения.
Она с успехом завершила обучение в средней школе, а затем закончила учиться на биологическом факультете Белорусского государственного университета. Некоторое время трудилась научным сотрудником в Институте пищевой промышленности, потом работала учителем биологии и химии Тростенецкой средней школы. В 1956 году она успешно сдала экзамены в аспирантуру в Отдел физиологии и систематики низших растений Академии Наук Белорусской ССР. работала и проводила исследования под руководством академика В.Ф.Купревича.
Окончив обучение в аспирантуре стала работать младшим научным сотрудником, ученым секретарем Отдела, заведующим Отделом, а в 1971 году была назначена на должность заведующей лабораторией физиологии больного растения Института экспериментальной ботаники АН Белорусской ССР. В 1987 году она стала главным научным сотрудником этого учреждения.
Основное направление научных работ Серовой – физиология больного растения (фитопатофизиология). Она представила новую концепцию фитопатогенеза как гетерогенного процесса с глубоким анализом существа болезнеустойчивости по принципу своеобразного ценоза и характеристикой роли апопласта как экологической среды для развития паразитических грибов. Участвовала в разработке новой стратегии фитозащиты.
В 2007 году ей было присвоено звание лауреата Премии НАН Белоруссии. Автор 171 научных работ, среди них 5 монографий. Она подготовила 3 кандидата и одного доктора биологических наук.
Проживала в городе Минске. Умерла в 2008 году. 

## Награды
Заслуги отмечены медалями:
- Орден Отечественной войны 2 степени,
- Медаль «За победу над Германией в Великой Отечественной войне 1941—1945 гг.»,
- “Ветеран труда”,
- другие медали.
- Дипломы Национальной академии наук и Института экспериментальной ботаники.
- Премия Национальной академии наук Белоруссии (2007).
- 9 марта 1994 года израильский Институт Катастрофы и героизма «Яд ва-Шем» удостоил Анну Серову и ее дочь Зою Серову почетным званием «Праведник народов мира»[2].

## Монографии
- Метаболизм нуклеиновых кислот в растениях вследствие грибковой инфекции. - Минск, 1986 г. (совместно с Г.И. Спиридоновым);
- Функции белков в фитопатогенезе. - Минск, 1992. (совместно с Л.С. Юшко и Г.М. Подчуфаровой)[3].